# 达拉特旗组训处
达拉特旗组训处是抗日战争中期，1942年春绥远省政府设立“绥远省达拉特旗战时民众组织训练处”，隶属于第三行政专员公署，以牵制伊克昭盟部分投靠蒙疆的上层人物，动员当地汉族民众参加抗战的需求而设。辖区未能正式置县。组训处设在达旗耳字壕。辖区在今内蒙古自治区鄂尔多斯市达拉特旗境内。

## 历史
- 处长
  1. 崔振孝，字速先，山西云河（永和）人，傅作义省政府的鉴印官。
  2. 贾克让，山西河曲人。1943年夏季接任。1947年调任东胜县长。
  3. 慕幼生，安徽人，军人出身。
- 副处长
  - 杜发祥（蒙名：福希宝），达旗政府的“西梅伦”。
- 中队（相当于警察局），共有30多人。中队长乔永胜
  - 第一分队：刘永义
  - 第二分队：王占清
- 自卫队 1943年设立专职副团长高如玺，1944年设立两个自卫大队：
  - 第一自卫大队：王在成。1947年改成伊盟骑兵11团。
  - 第二自卫大队：康民众。1947年改成伊盟骑兵12团。

下辖各行政大队（相当于乡），建有自卫队。后改为孝友、忠恕、新乐、新德、丰治、仁训、爱群、信立、义勇、和训十个乡。
1948年，组训处长慕幼生成立达旗清剿团，设5个营：周国雄、常仪、刘儒清、刘同春、陈宝成。1949年9月慕幼生把五个营改为五个自卫团。
1949年9月，绥远省主席董其武投降中共，宣布绥远省起义，即九·一九起义。达拉特旗组训处奉命等待解放军接收。1949年末，仍为绥远省伊克昭盟管辖。12月21日，绥远省军政委员会发出《关于解决乌伊两盟问题纪要》，其中决定取消桃力民办事处和达拉特旗组训处两个特殊的县级行政区。27日，绥远省军政委员会成立大会上，副主席高克林在讲话中明确了绥远省军政委员会管辖的行政区，确定取消桃力民办事处、达拉特旗组训练处。